# Веронська діоцезія
Веро́нська діоце́зія (лат. Dioecesis Veronensis; італ. Diocesi di Verona) — діоцезія римського обряду Католицької церкви в Італії, з центром у місті Верона. Охоплює терени Венето. Входить до складу Венеційської церковної провінції. Суфраганна діоцезія Венеційського патріархату. Заснована 400 року. Голова — єпископ Веронський. Центральний храм — Веронський собор.  Площа — 3,050 км². Населення — 923,830 ос.; з них католики — 843,229 ос. (91.3%). Чинний голова — Джузеппе Дзенті, єпископ Веронський.

## Назва
- Веро́нська діоце́зія (лат. Dioecesis Veronensis; італ. Diocesi di Verona)
- Веро́нське єпи́скопство — за титулом ієрарха і назвою катедри.

## Історія
У III столітті була створена Веронська діоцезія.

## Єпископи
- Джузеппе Дзенті

## Статистика
Згідно з «Annuario Pontificio» і Catholic-Hierarchy.org:
| Рік  | Населення | Населення | Населення | Священики | Священики | Священики | Священики           | Диякони | Ченці    | Ченці | Парафії |
| Рік  | католики  | загалом   | %         | загалом   | секулярні | ченці     | вірних на священика | Диякони | чоловіки | жінки | Парафії |
| ---- | --------- | --------- | --------- | --------- | --------- | --------- | ------------------- | ------- | -------- | ----- | ------- |
| 1950 | 645.159   | 645.402   | 100,0     | 915       | 679       | 236       | 705                 |         | 422      | 3.280 | 319     |
| 1970 | 713.513   | 717.613   | 99,4      | 1.195     | 714       | 481       | 597                 |         | 681      | 3.439 | 368     |
| 1980 | 757.337   | 778.330   | 97,3      | 1.155     | 695       | 460       | 655                 | 3       | 778      | 3.940 | 379     |
| 1990 | 771.500   | 799.829   | 96,5      | 1.190     | 720       | 470       | 648                 | 13      | 685      | 3.635 | 379     |
| 1999 | 758.000   | 787.668   | 96,2      | 1.173     | 735       | 438       | 646                 | 18      | 625      | 2.650 | 381     |
| 2000 | 750.000   | 828.279   | 90,5      | 1.115     | 715       | 400       | 672                 | 18      | 611      | 2.570 | 381     |
| 2001 | 750.000   | 829.000   | 90,5      | 1.091     | 691       | 400       | 687                 | 18      | 694      | 2.490 | 381     |
| 2002 | 785.000   | 845.926   | 92,8      | 1.095     | 695       | 400       | 716                 | 18      | 590      | 2.534 | 381     |
| 2003 | 778.000   | 837.948   | 92,8      | 1.080     | 700       | 380       | 720                 | 18      | 601      | 2.300 | 381     |
| 2004 | 775.000   | 845.021   | 91,7      | 1.059     | 689       | 370       | 731                 | 18      | 574      | 1.953 | 380     |
| 2010 | 843.229   | 923.830   | 91,3      | 996       | 649       | 347       | 846                 | 31      | 522      | 2.240 | 381     |
| 2014 | 847.171   | 933.782   | 90,7      | 952       | 622       | 330       | 889                 | 37      | 525      | 2.052 | 379     |